# LGV Pékin - Zhangjiakou
La ligne à grande vitesse Pékin - Zhangjiakou, ou LGV Jing-zhang (chinois simplifié : 京张城际铁路 ; chinois traditionnel : 京張城際鐵路 ; pinyin : Jing Zhang Chengji Tielu) est une ligne à grande vitesse de 174 km de long reliant Pékin (Beijing) et Zhangjiakou, en Chine. Conçue pour être parcourue à une vitesse maximale de 350 km/h en pilotage assisté (un pilote demeure en cabine). Elle est en service commercial depuis le 30 décembre 2019.

## Histoire
La ligne entre en service fin 2019 pour relier Pékin et Zhangjiakou en seulement 47 minutes contre plus de 3 heures auparavant. Cette nouvelle liaison est un des équipements majeurs de transports pour les Jeux Olympiques d'hiver de 2022, où les épreuves ont lieu à Pékin et à Zhangjiakou.

## Caractéristiques

### Gares
La ligne possède deux gares terminales : la gare de Pékin-Nord, réaménagée pour accueillir les trains à grande vitesse, et la gare de Zhangjiakou.

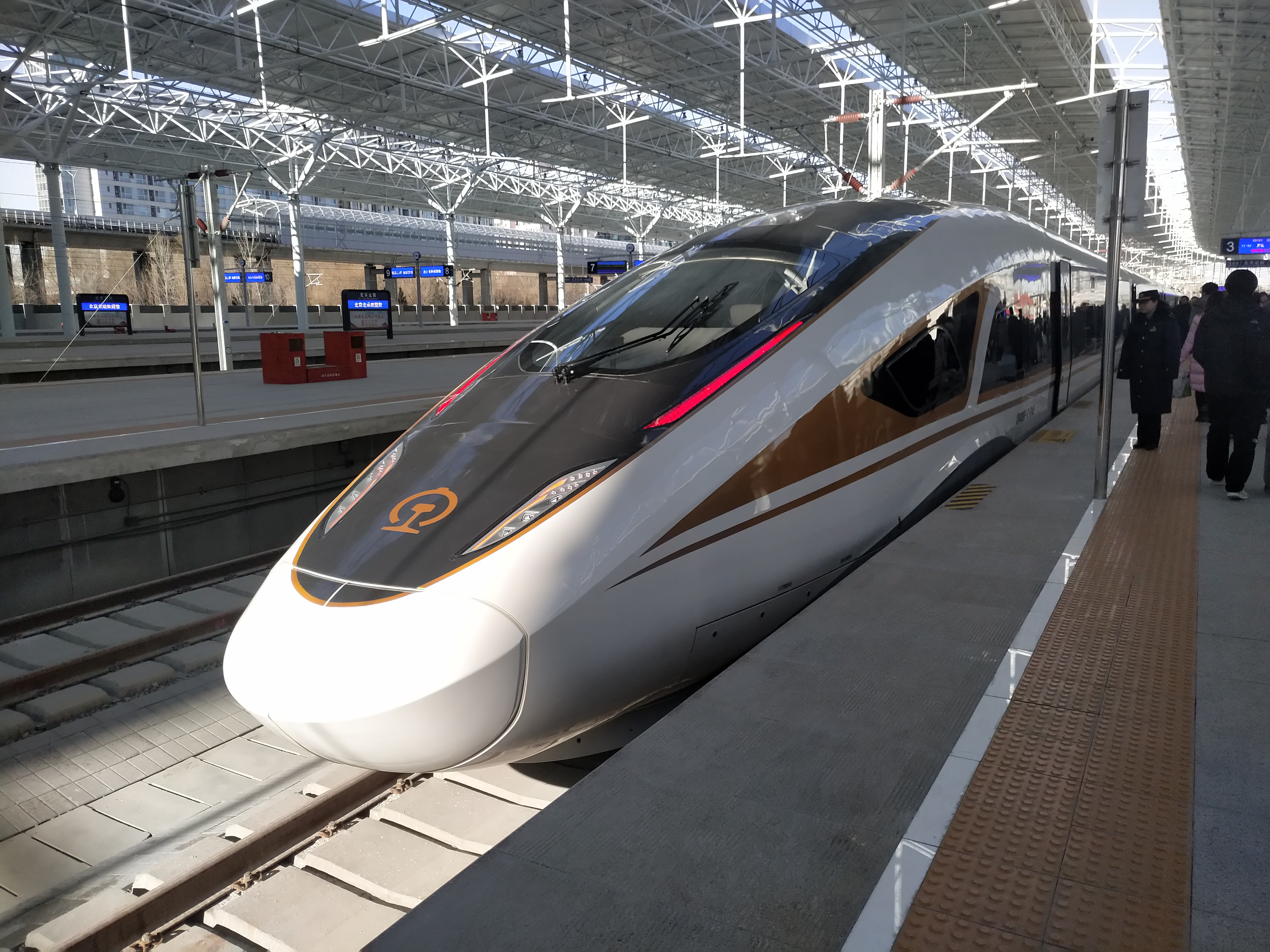
Un train Fuxing « intelligent » CR400BF-C à la gare de Pékin-Nord

## Exploitation
Des trains d'une nouvelle génération à pilotage automatique, dits « intelligents », sont déployés sur cette ligne, avec de nouveaux outils technologiques et un nouveau design qui répond aux normes pour accueillir les sportifs des jeux olympiques. Ces trains CR400-C sont un modèle dérivé de la gamme des trains Fuxing.
Depuis le 7 janvier 2022, de nouvelles rames Fuxing CR400-C de livrée "olympique" sont mises en service pour préparer les jeux olympiques d'hiver de 2022, avec un aménagement intérieur pour les équipements sportifs ainsi que des wagons dédiés aux médias.